# مانسو والا
مانسو والا (به انگلیسی: Mansuwala) یک روستا در پاکستان است که در پنجاب واقع شده‌است. مانسو والا ۱۷۶ متر بالاتر از سطح دریا واقع شده‌است.